# Paolo Canciani
Paolo Canciani, né en 1725 à Udine, où il est décédé en 1810, est un prêtre servite vénitien, théologien, historien et écrivain prolifique.

## Biographie
Issu d’une famille nobile, Canciani fit ses études au couvent de l’ordre des Servites de sa ville natale. Après avoir rejoint l’ordre, il se rendit à Venise pour poursuivre ses études de théologie. Grâce à ses progrès rapides dans ses études, l’ordre l’envoya enseigner dans ses établissements situés à Bologne, Florence et Naples. De retour à Venise, il jouissait déjà d’une excellente réputation, ce qui incita le Sénat de la République à l’envoyer à Londres en tant que secrétaire de la légation. Il occupa cette fonction pendant trois ans, jusqu’à ce que le Saint-Siège le nomme missionnaire apostolique. Il retourna à Venise en 1764 et se retira à Udine en 1767.
Canciani est principalement connu par son édition des lois et coutumes des peuples qui, venus des extrémités de la Germanie, hâtèrent la chute de l’Empire romain, en s’emparant des Gaules, de l’Italie et de l’Espagne. Cette précieuse collection, publiée sous les auspices de Léopold, alors Grand Duc de Toscane, est intitulée Barbarorum Leges antiquæ cum notis et glossariis, Venise, 1781-92, 5 vol. in-fol.

## Œuvres
- Barbarorum leges antiquae cum notis et glossariis, vol. 1, Venise, Coleti e Pitteri, 1781 (lire en ligne) ;
- Barbarorum leges antiquae cum notis et glossariis, vol. 2, Venise, Coleti e Pitteri, 1783 (lire en ligne) ;
- Barbarorum leges antiquae cum notis et glossariis, vol. 3, Venise, Coleti e Pitteri, 1785 (lire en ligne) ;
- Barbarorum leges antiquae cum notis et glossariis, vol. 4, Venise, Coleti e Pitteri, 1789 (lire en ligne) ;
- Barbarorum leges antiquae cum notis et glossariis, vol. 5, Venise, Coleti e Pitteri, 1792 (lire en ligne).